# Симонян, Тата
Тата Симонян (арм. Թաթա Սիմոնյան), (настоящее имя Альберт Альбертович Симонян; род. 5 декабря 1962, Ереван) — армянский певец поп-музыки в Армении, популярный также в армянской диаспоре. Заслуженный артист Армении (2006),
Заслуженный артист Украины (2010).

## Биография
Тата (Альберт) Симонян родился 5 декабря 1962 года в Ереване. Его творческая карьера началась в 1980 году в составе ансамбля «Киликия». Со временем вокруг Таты сформировался профессиональный коллектив музыкантов, уже много лет создающий музыку, которую зрители привыкли ассоциировать с брендом «Тата Симонян». В апреле 2010 года во время церемонии награждения армянской музыкальной премии «Ташир» в Москве Тата Симонян за свой альбом «Amenalave Du es» стал лауреатом в категории «Лучший альбом». Тата много гастролирует и уже выступал для зрителей в США, Канаде, Австралии, Великобритании, Франции, Испании, Греции, ряде ближневосточных стран и 45 городах России. Также Тата играл эпизодические роли в нескольких фильмах.
В 2012—2013 годах участвовал в качестве наставника в вокальном телевизионном шоу «Голос Армении», являющемся армянской адаптацией «The Voice of Holland».

## Дискография

### Альбомы
- 1997 — Арена (арм. Ասպարեզ)
- 1998 — То вправо, то влево (арм. Թե աջ, թե ձախ)
- 1999 — Кто она (арм. Ով է նա)
- 2001 — Shaba-daba-dash
- 2003 — Дождь пришёл (арм. Անձրև է եկել)
- 2006 — Крылатые ветра (арм. Թևավոր քամիներ)
- 2009 — Ты самая лучшая (арм. Ամենալավը դու ես)

### Концертные альбомы
- 1999 — The Best of Tata: Live in Concert
- 2003 — Tata Live
- 2007 — Live concert at Gibson Amphitheatre
- 2008 — 10 лет спустя (арм. 10 տարի անց)
- 2009 — Tata Simonyan’s Star Friends
- 2014 — Live Concert in Moscow
- 2017 — Live Concert in AGUA Caliente

## Фильмография

### Актёр
- 1996 — Наш двор
- 1998 — Наш двор-2
- 2005 — Наш двор-3
- 2009 — Звезда любви
- 2016 — 3 недели в Ереване

### Композитор
- 1998 — Наш двор-2
- 2013 — Ход конём